# Hulluch
Hulluch är en kommun i departementet Pas-de-Calais i regionen Hauts-de-France i norra Frankrike. Kommunen ligger i kantonen Wingles som tillhör arrondissementet Lens. År 2022 hade Hulluch 3 377 invånare.

## Befolkningsutveckling
Antalet invånare i kommunen Hulluch
| Referens: INSEE |